# Nedeljanec
Nedeljanec is een plaats in de gemeente Vidovec in de Kroatische provincie Varaždin. De plaats telt 1501 inwoners (2001).